# مجيب (الهاتف)

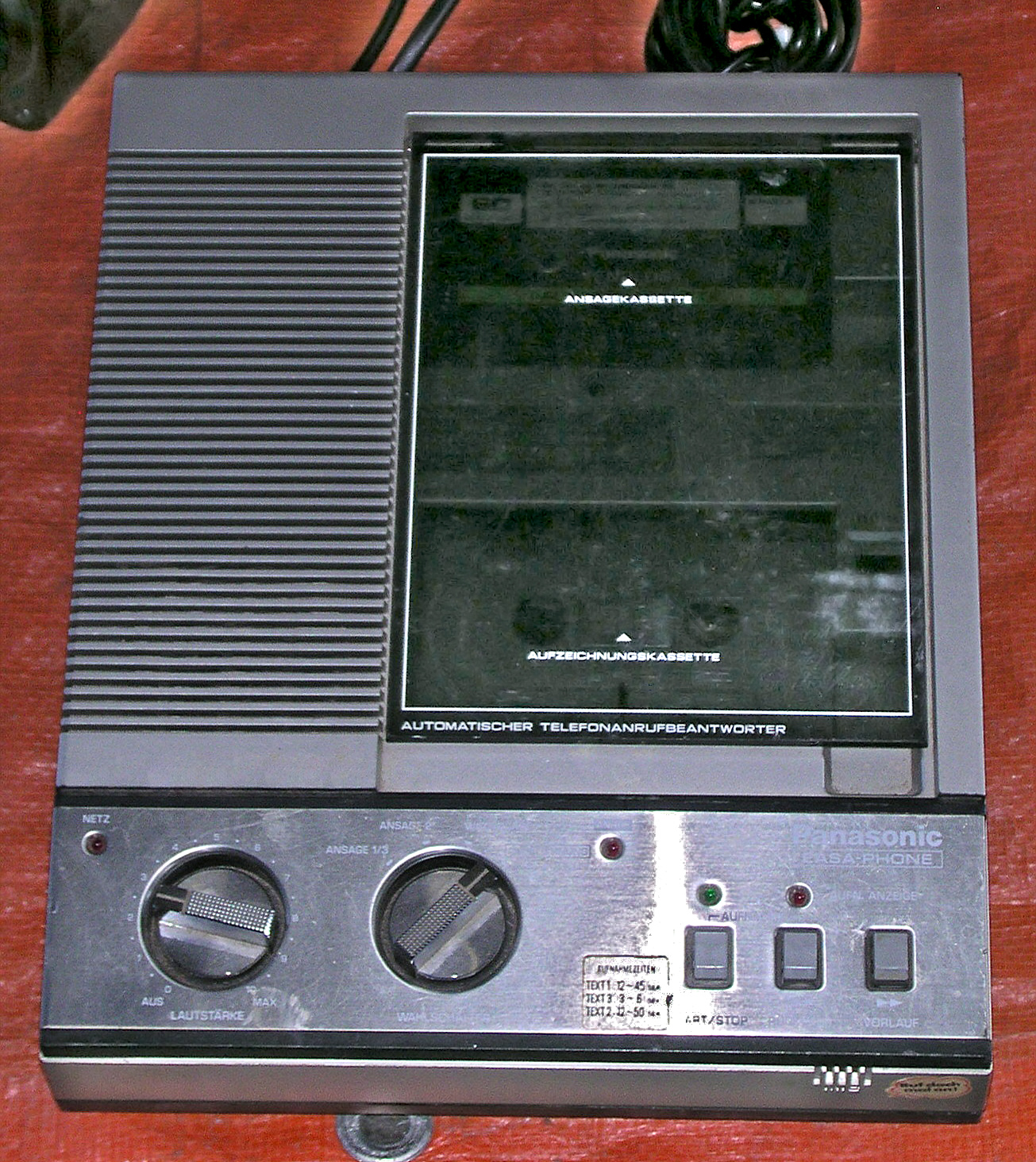
المجيب

المجيب جهاز يجيب على الهاتف و يسجل رسائل المتصلين كما يعود اختراعه إلى المخترع الدنماركي فلاديمر بولسن الذي اخترعه في عام 1898 , بدأ استعماله بكثرة في الولايات المتحدة الأمريكية في عام 1949.